# Tentamun B
Đừng nhầm lẫn với Tentamun A, một vương hậu thuộc Vương triều thứ 20.
Tentamun B ("Người phụ nữ của Amun") là một vương hậu sống vào thời kỳ Vương triều thứ 21 trong lịch sử Ai Cập cổ đại.

## Thân thế
Tentamun B được nghĩ là một người con gái của pharaon Ramesses XI, vị vua cuối cùng của Vương triều thứ 20, với vương hậu Tentamun A. Nếu đúng là như vậy, Tentamun B sẽ là chị em ruột với công chúa Duathathor-Henuttawy, người sau này trở thành Chánh phi của Đại tư tế Pinedjem I.
Trong Câu chuyện về Wenamun, tên của Tentamun B được nhắc đến cùng với tên của Smendes. Cả hai được đều được gọi là "những vị chúa" của vùng đất Tanis. Dựa theo đó, có thể suy đoán rằng Tentamun B đã kết hôn với pharaon Smendes, vị vua sáng lập nên Vương triều thứ 21.